# Українка (селище)
Українка — селище в Україні, в Апостолівській міській територіальній громаді Криворізького району Дніпропетровської області. День селища — третя субота листопада.
Населення — 687 мешканців. У селищі — 11 вулиць.

## Географія
Селище Українка на півночі межує з містом Зеленодольськ, на сході з містом Апостолове, на півночі з селом Шевченко, та на заході з селом Новомар'янівка. Поруч із селищем протікає великий іригаційний канал. Поруч проходять автомобільна дорога Т 0419 і залізниця, станція Дубки за 4 км.

## Історія
До 1929 р. сучасна територія села була хутором. Його хазяїном був Булах, якого в 1929 р. розкуркулено й вислано з хутора. У володінні Булаха був сад у 50 га, який частково зберігся донині.
У 1931 р. на території колишнього хутора організовано зернорадгосп «Криворізький», центральна садиба якого спочатку знаходилася в Апостоловому. Організатором зернорадгоспу був Василь Васильович Ільїн.
На території хутора містився відділок № 1. На території відділку було побудовано 3 бараки та три домівки, де жили працівники радгоспу. В одному з бараків містилася чотирирічна школа, магазин та клуб. Тут також розташовувалися будівельна бригада, кузня та млин. Був один корівник, де розміщувалося 200 голів худоби, телятник і невеличка свиноферма.
На території відділку № 1 був вітрогон, що качав питну воду. Цю воду розвозили бочкою людям по домівках. Відро води на той час коштувало 5 копійок. На відділку працювало близько 70 осіб. Першими поселенцями були родини Лала Миколи, Крамаренка Степана, Онищенка Федора, Карнауха Івана, Хоменка Федора, Чорного Івана, Капінус Віри, Щербак Параски, Овсяникова Петра.
З інших господарств на відділення радгоспу було передано худобу, 3 трактори, 2 комбайни «Сталінець». Бригадиром зернорадгоспу був Середа Степан Іванович.
Село почало будуватися, все більше людей працювало на ланах першого у районі радгоспу.
Працювала тракторно-рільнича бригада, ферма. Першим директорами радгоспу був тридцятитисячник Павлов Микола. Директорами радгоспу були Мірошниченко, Лобанов. Директор Сватіков Олександр у 50-ті роки перевів центральну контору на перший відділок.
У роки Великої Вітчизняної війни багато жителів селища пішло на фронт захищати рідну землю. У селищі проживали (чи ще проживають) учасники бойових дій Бабиченко Д. С., Межаков Н. М., Фартушний Г. І., Шишка П. З.
Після звільнення у радгоспі розпочалося будівництво житла, тваринницьких приміщень, автогаражу, механічних майстерень, столярного цеху.
Керівниками радгоспу «Криворізький» були Капкан П. Г., Федько І. І., Попов В. П., Чорний Г. І., Манаєнков В. С.
За керівництва Капкана П. Г. із м. Апостолового до відділку № 1 був проведений водогін. Йшла інтенсивна забудова села. 1968 року збудована середня школа, клуб, їдальня, 5 двоповерхових будинків, 2 гуртожитки.
Завдяки відкриттю поштового відділення постало питання про назву населеного пункту та присвоєння йому поштової адреси. На зборах працівників радгоспу було вирішено дати назву селищу — Українка.
Згідно з Постановою Верховної Ради УРСР у 1961 році на карті району з'явився новий населений пункт — селище Українка.
Чорний Георгій Іванович (1937—1996) з 1977 р. по 1993 р. був директором радгоспу «Криворізький». За його ініціативою був збудований дитячий садок на 150 місць. Всі дороги у селищі були заасфальтовані. До 30-річчя Перемоги у Великій Вітчизняній війні у центрі села був споруджений пам'ятник воїнам-визволителям. За 1988—1989 роки було проведено газифікацію села. На той час у радгоспі працювало близько 700 осіб. Щедро плодоносив фруктовий сад площею 200 га., зрошувалося 2,5 тис. га землі. У радгоспі з'явилася городня бригада. Картоплярі були відомі своїми врожаями далеко за межами регіону. Будувалося парникове господарство, тваринницькі ферми.

## Населення
Згідно з переписом УРСР 1989 року чисельність наявного населення селища становила 979 осіб, з яких 472 чоловіки та 507 жінок.
За переписом населення України 2001 року в селищі мешкали 852 особи.

### Мова
Розподіл населення за рідною мовою за даними перепису 2001 року:
| Мова       | Відсоток |
| ---------- | -------- |
| українська | 90,99 %  |
| російська  | 7,74 %   |
| білоруська | 1,04 %   |
| інші       | 0,23 %   |

## Соціальна сфера
Сьогодні в селищі працює українська загальноосвітня школа 1-3 ступеня, сезонний дитячий дошкільний заклад, клуб, кіноустановка, бібліотека, ФАП, поштове відділення. Працює 5 приватних торговельних закладів.

## Економіка
Селище Українка розвивається за рахунок сільськогосподарського виробництва, підсобного господарства.

## Релігія
В селищі знаходяться храм Покрови Пресвятої Богородиці (ПЦУ) (вул. Центральна, 6) та церква Всіх преподобних Києво-Печерських (вул. Центральна, 1).